# Anklamer Tor (Usedom)

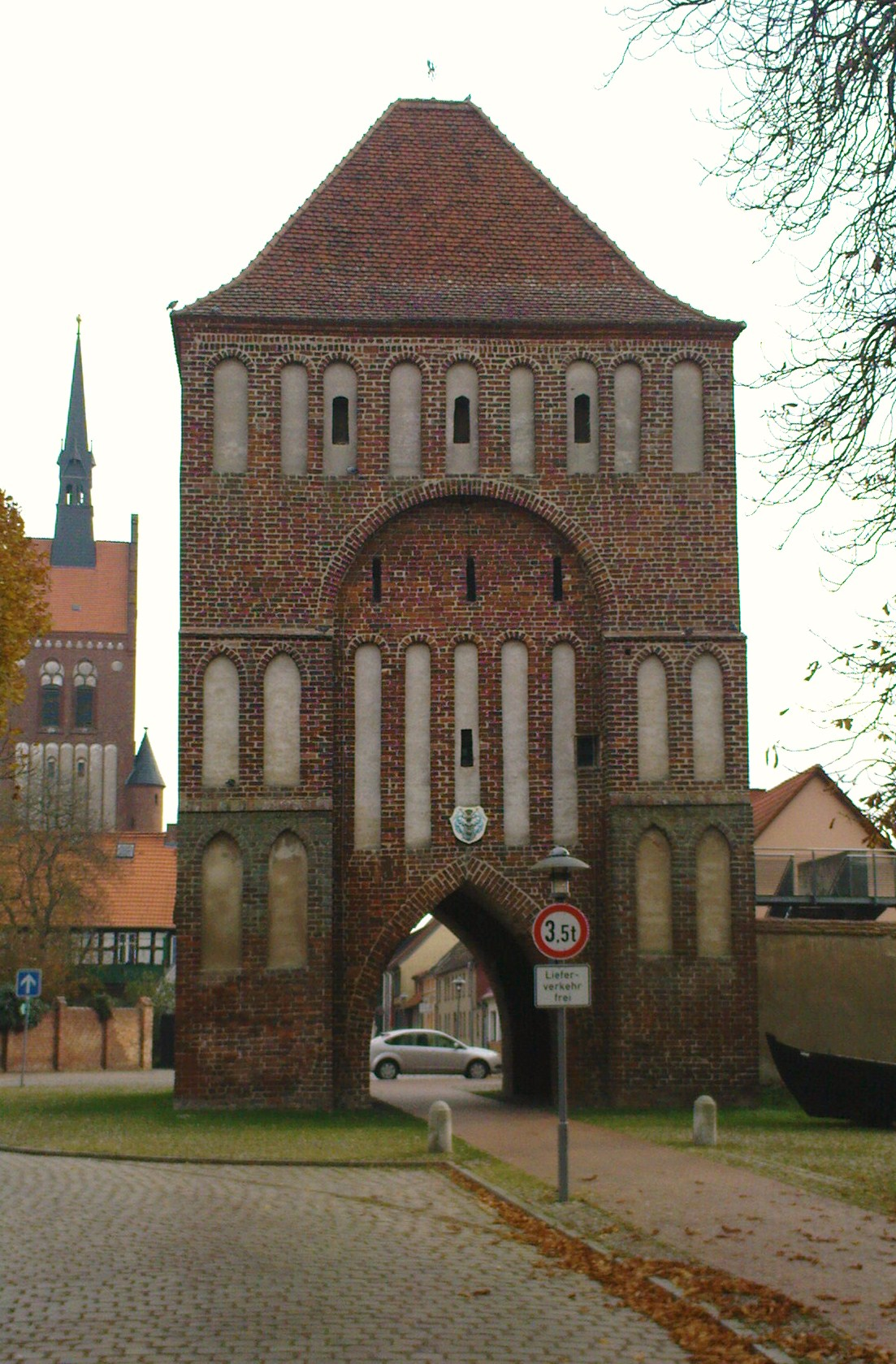
Das Stadttor von Osten (Feldseite) aus gesehen

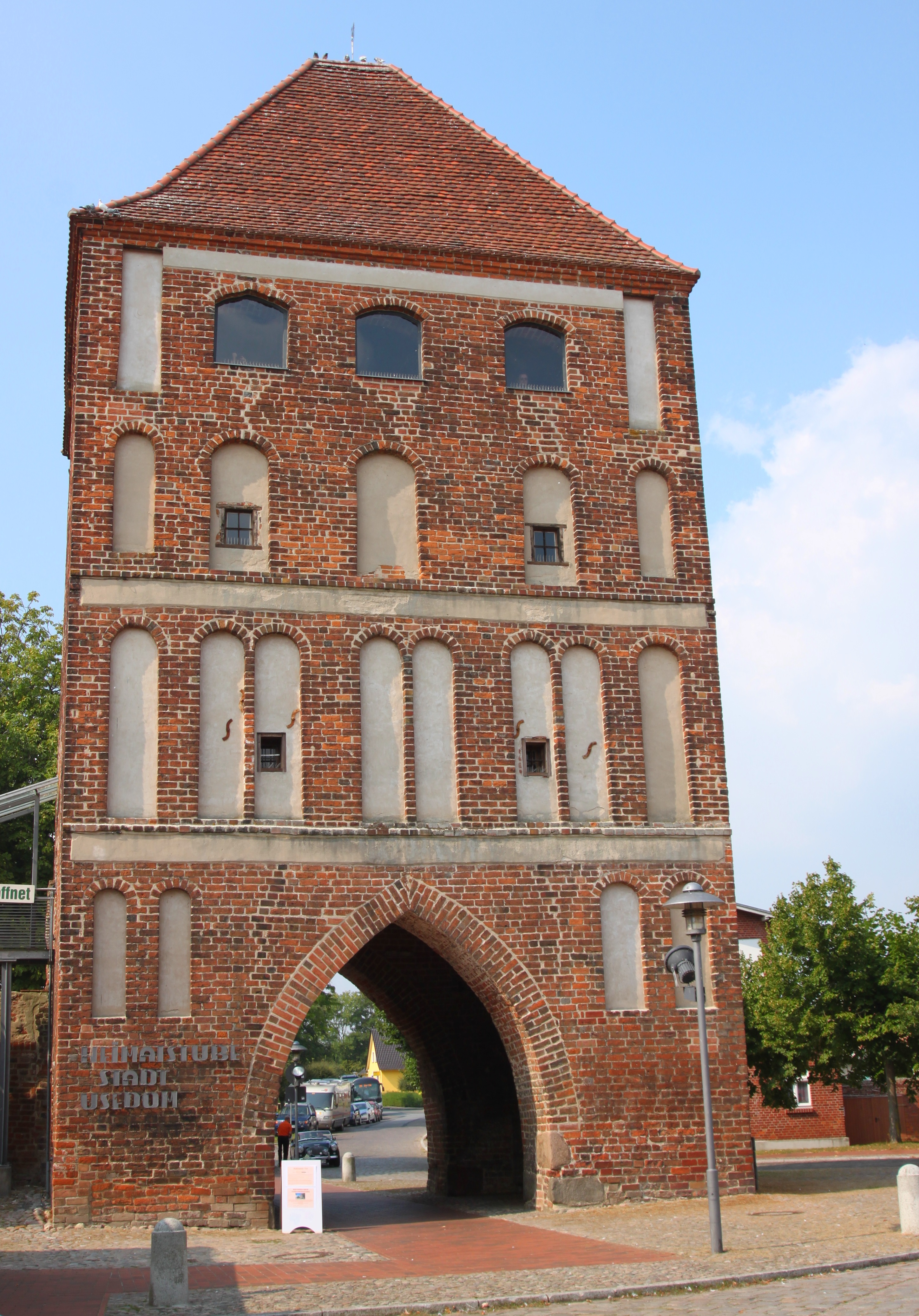
Stadtseite

Das Anklamer Tor war Bestandteil der mittelalterlichen Wehranlage der Stadt Usedom im Landkreis Vorpommern-Greifswald in Mecklenburg-Vorpommern und sicherte den Zugang zur Stadt nach Westen ab. Der Bau wurde vermutlich um 1450 errichtet und später auch als Gefangenenturm genutzt. Der viergeschossige Backsteinbau mit einer spitzbogigen Durchfahrt hatte anstelle des Walmdachs früher Giebel zur Stadt und zur Feldseite. Auf der Feldseite befand sich früher noch ein Vortor. Auf der Stadtseite sind die Geschosse durch Putzblenden voneinander getrennt. Auf der Feldseite befindet sich eine über drei Geschosse reichende Fallgatternische.

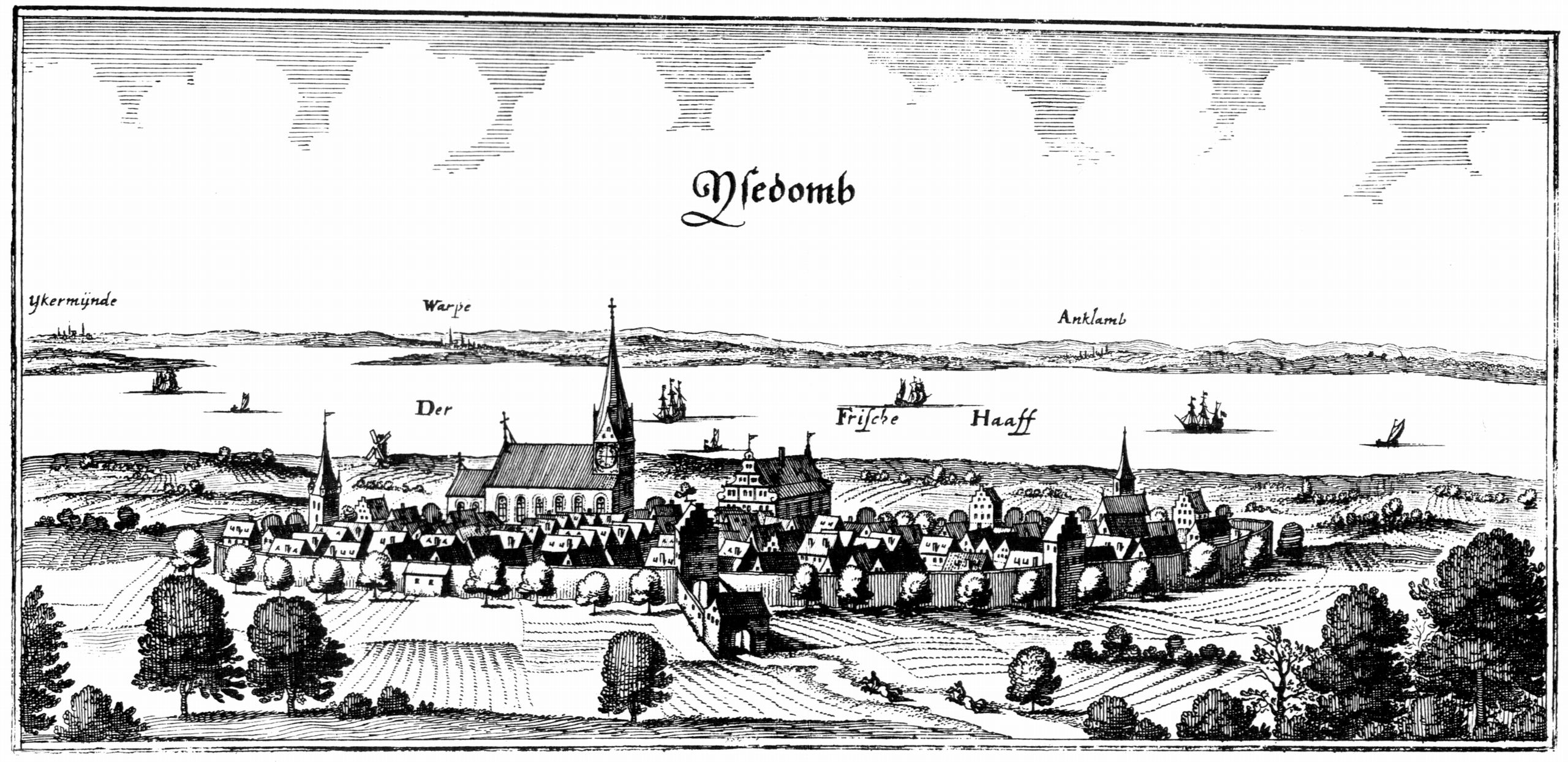
Das Tor (im Vordergrund) im Jahr 1652

Im Anklamer Tor befindet sich die Usedomer Heimatstube, hier kann man sich in einer Dauerausstellung über das frühere Leben auf der Insel und in der Stadt Usedom informieren.
Ein Raum im Turm ist dem Usedomer Maler und Fotografen Albert Köster gewidmet. In der obersten Etage befindet sich ein kleiner Saal, in dem Trauungen durchgeführt werden können.